# Stawiska (województwo mazowieckie)
Stawiska – wieś w Polsce położona w województwie mazowieckim, w powiecie węgrowskim, w gminie Grębków. Ma status sołectwa.
| SIMC    | Nazwa            | Rodzaj    |
| ------- | ---------------- | --------- |
| 0672366 | Kolonia Stawiska | część wsi |

Do 1945 we wsi stał dwór rodziny Cieszkowskich, który został spalony przez żołnierzy Armii Czerwonej. 21 czerwca 2015 ustawiono na tym miejscu kapliczkę na charakterystycznie poskręcanym pniu sosny oraz tablicę informacyjną. W dworze zamieszkiwał m.in. Paweł Cieszkowski, ojciec Augusta.
Wierni Kościoła rzymskokatolickiego należą do parafii św. Bartłomieja Apostoła w Grębkowie.
W latach 1975–1998 miejscowość położona była w województwie siedleckim.